# 1870 en Ontario
Chronologie de l'Ontario
- 1866
- 1867
- 1868
- 1869
- 1870
- 1871
- 1872
- 1873
- 1874

Cette page concerne des événements d'actualité qui se sont produits durant l'année 1870 dans la province canadienne de l'Ontario.

## Politique
- Premier ministre: John Sandfield Macdonald (Parti libéral-conservateur)
- Chef de l'Opposition: Edward Blake (Parti libéral)
- Lieutenant-gouverneur: William Pearce Howland
- Législature: 1e

## Événements

### Mars
- 18 mars : le diocèse de Toronto (catholique) devient l'Archidiocèse de Toronto. John Joseph Lynch devient le premier archevêque de cette archidiocèse.
- 26 mars : le député conservateur fédéral de Frontenac Thomas Kirkpatrick (en) meurt à l'âge de 64 ans.

### Avril
- 27 avril : le conservateur George Airey Kirkpatrick (en) est élu député fédéral de Frontenac à la suite de la mort de Thomas Kirkpatrick (en) qui était du même parti.

### Juin
- 29 juin : le conservateur William Anderson (en) est élu député provincial du Prince-Edward à la suite de la démission du libéral Absalom Greeley (en).

## Naissances
- Thomas Langton Church (en), 37e maire de Toronto et député fédéral de Toronto-Nord (1921-1925), Toronto-Nord-Est (1925-1930), Toronto-Est (1934-1935) et Broadview (1935-1950) († 27 juin 1949).
- 14 mai : Richard Langton Baker (en), député fédéral de Toronto-Nord-Est (1925-1926) et d'Eglinton (1930-1935) († 3 janvier 1951).
- 21 mai : Leonard Percy de Wolfe Tilley, premier ministre du Nouveau-Brunswick († 28 décembre 1947).
- 18 juin : Howard Ferguson, 9e premier ministre de l'Ontario († 21 février 1946).

## Décès
- 26 mars : Thomas Kirkpatrick (en), député fédéral de Frontenac (1867-1870) et premier maire de Kingston (° 25 décembre 1805).